# Сояна (Архангельская область)
Со́яна — деревня в Мезенском муниципальном районе Архангельской области. Является административным центром Соянского сельского поселения.

## География
Деревня расположена на берегу одноименной реки Сояна, левом притоке реки Кулой. В 40 км к востоку находится административный центр района — город Мезень.

## История
26 января 2011 года в деревне состоялись общественные слушания по поводу проекта разработки месторождения алмазов им. Гриба, находящегося у истока реки Сояна более чем в 100 км к западу от деревни. Компанией ОАО «Архангельскгеолдобыча» было обещано пополнение в 2015 году бюджета деревни налогами от добычи алмазов на 14 млн рублей (при том, что на момент проведения слушаний годовой бюджет деревни составлял 2,5 млн рублей, из которых собственные средства — 340 тыс. рублей, а остальные — районные субсидии).

## Население
| 2002 | 2010 | 2012 |
| ---- | ---- | ---- |
| 420  | ↘309 | ↗401 |

Население деревни, по данным Всероссийской переписи населения 2010 года, составляет 309 человек. В 2009 году числилось 422 человека.

## Инфраструктура
По данным Инспекции федеральной налоговой службы в селе зарегистрировано 6 улиц:
- ул. Колхозная
- ул. Мельникова
- ул. Набережная
- ул. Октябрьская
- ул. Северная
- ул. Школьная

### Организации
- Сельскохозяйственный производственный кооператив «Рыболовецкий колхоз «Сояна» (СПК РК «Сояна»)
- Муниципальное учреждение культуры «Соянский Дом культуры» (МУК «Соянский Дом культуры»)

## Известные люди
- Крапивин, Яков Прохорович (1913—1993) — лейтенант, командир роты 86-го стрелкового полка Воронежского фронта, Герой Советского Союза (29 октября 1943 года)[8][9].
- Нечаев, Николай Дмитриевич (1929—1982) — высококвалифицированный врач-хирург в городе Апатиты, инициатор внедрения новых методов в диагностику и лечение пациентов.